# Diacanthodes fluminensis
Diacanthodes fluminensis är en svampart som beskrevs av Corner 1989. Diacanthodes fluminensis ingår i släktet Diacanthodes och familjen Meruliaceae.   Inga underarter finns listade i Catalogue of Life.